# Trioxys ibis
Trioxys ibis är en stekelart som beskrevs av Mackauer 1961. Trioxys ibis ingår i släktet Trioxys och familjen bracksteklar. Enligt den finländska rödlistan är arten otillräckligt studerad i Finland. Artens livsmiljö är lundskogar. Inga underarter finns listade i Catalogue of Life.